# إيزي كريستيانسن
إيزي كريستيانسن (بالإنجليزية: Isobel Christiansen)‏ هي لاعبة كرة قدم بريطانية، ولدت في 20 سبتمبر 1991 في ماكليسفيلد في المملكة المتحدة. شاركت مع منتخب إنجلترا لكرة القدم للسيدات. أما مع النوادي، فقد لعبت مع مانشستر سيتي.

## وصلات خارجية
- إيزي كريستيانسن على موقع الاتحاد الدولي (مؤرشف)  (الإنجليزية)
- إيزي كريستيانسن على موقع الاتحاد الأوربي (الإنجليزية)
- إيزي كريستيانسن على موقع قاعدة بيانات كرة القدم.إي يو (الإنجليزية)
- إيزي كريستيانسن على موقع Soccerway.com (الإنجليزية)
- إيزي كريستيانسن على موقع عالم كرة القدم.نت (الإنجليزية)